# Восточная поэма на смерть Пушкина
«Восточная поэма на смерть Пушкина» (перс. [Marziye-ye šarq dar wafāt-e Pūškīn] مرثیهٔ شرق در وفات پوشکین‎; азерб. Puşkinin ölümünə Şərq poeması), известная также как «На смерть Пушкина» — элегическая поэма, касыда азербайджанского поэта и писателя Мирзы Фатали Ахундова (1812—1878), созданная в 1837 году, в год кончины русского поэта Александра Сергеевича Пушкина, и посвящённая его гибели. Произведение написано на персидском языке в традициях классической восточной поэзии.
Это второе сохранившееся в оригинале поэтическое произведение Ахундова. Оно является его первой опубликованной работой и считается его первым значительным произведением.
Впервые поэма опубликована на русском языке в подстрочном переводе самого автора в 1837 году. Новый подстрочный перевод поэмы на русский составил Александр Бестужев. Стихотворный перевод поэмы на русский язык составили Александр Соколов, Георгий Строганов и Павел Антокольский. На азербайджанский язык поэму переводили такие поэты, как Бёюкага Гасымзаде, Микаил Мушфиг (с персидского) и Маариф Солтан. Также поэму переводили Иосиф Гришашвили, Ашот Граши, Заки Нури, Кадыр Мурзалиев и др.
8 февраля 1937 года касыда была прочтена на юбилейном пушкинском радиоконцерте из Москвы для Ирана и Афганистана. На слова поэмы в обработке Джафара Хандана Сулейманом Алескеровым написана баллада-романс.

## Создание поэмы
27 января (8 февраля) 1837 год произошла дуэль между русским поэтом Александром Пушкиным и Жоржем Дантесом, в ходе которой Пушкин был ранен в живот и 29 января (10 февраля) 1837 скончался (подробнее см. статью «Последняя дуэль и смерть А. С. Пушкина»).

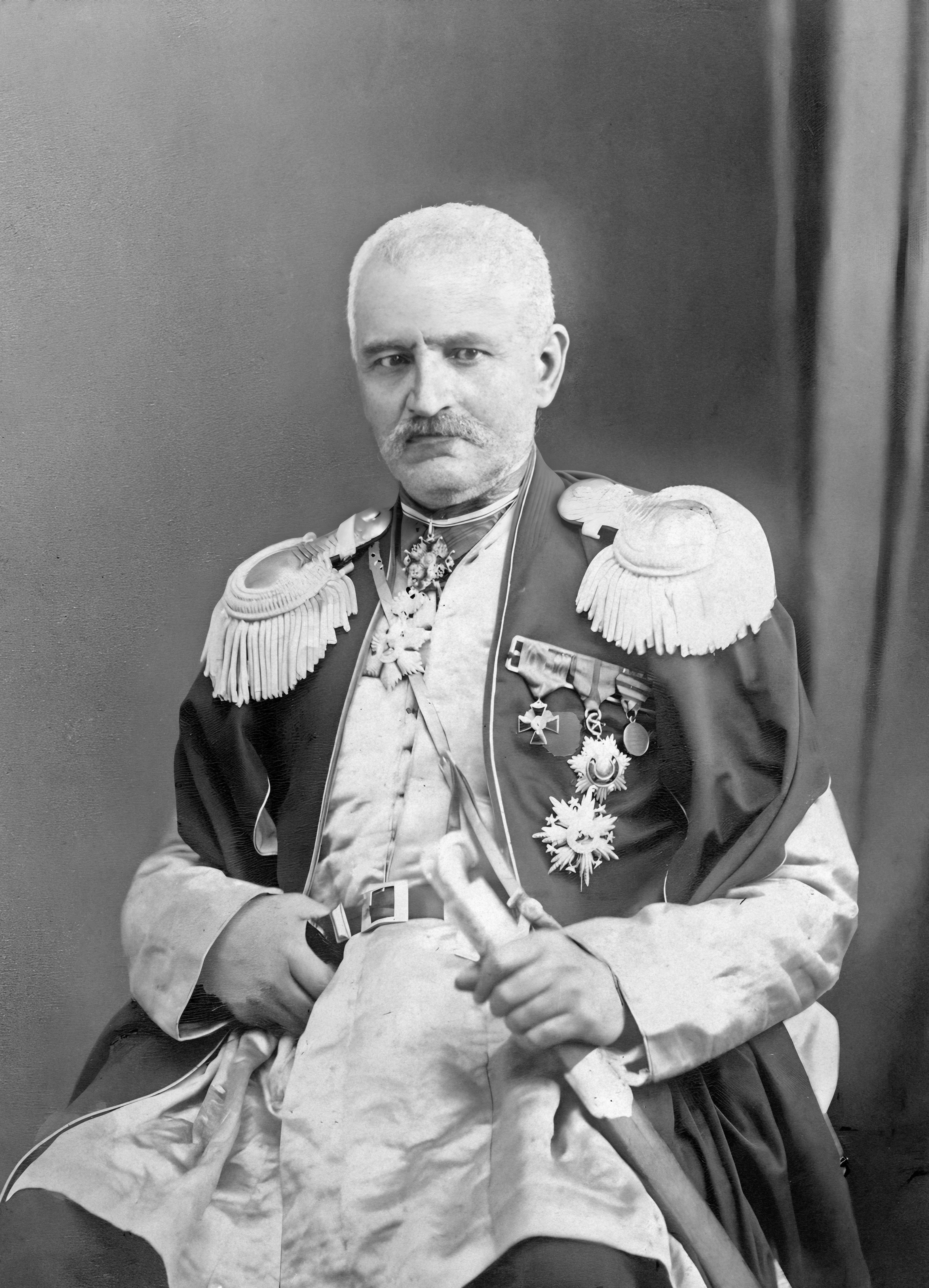
Автор и первый переводчик поэмы на русский Мирза Фатали Ахундов

В то время в Российской империи кровавые поединки чести были запрещены законом, поэтому в печати причина смерти Пушкина не упоминалась (впервые печатное указание появилось в 1847 году в «Словаре достопамятных людей» Д. Н. Бантыш-Каменского). Информация о дуэли, в частности, мнение общества о событиях, которые ей предшествовали, находила выражение не в печати, где, как отмечается, господствовала официальная, правительственная версия. Главным образом эта информация выражалась в разговорах, частной переписке, поэтических откликах.
Гибель Пушкина глубоко поразила служившего в то время переводчиком в канцелярии кавказского наместника в Тифлисе Ахундова, вдохновив его на создание большой элегической поэмы. Литературовед Микаэль Рафили утверждает, что к тому времени в Тифлисе знали и о стихах Михаила Лермонтова «На смерть поэта», также посвящённых гибели Пушкина. Считалось, что весть о гибели поэта могла дойти до Кавказа только к концу февраля. Рафили также предполагает, что Ахундов написал свою поэму приблизительно в начале марта. Это мнение он подтверждает и тем, что автором в произведении описана картина весны Версия о том, что поэмы была написана в начале марта, поддерживается и ахундоведом Надиром Мамедовым. Поэма Ахундова была переведена самим автором и представлена барону Г. В. Розену, бывшему в 1831—1837 годах главноуправляющим гражданской частью на Кавказе.

## Переводы и издания
Мы получили это замечательное персидское стихотворение вместе с переводом, сделанным по-русски самим автором, от Ивана Ивановича Клементьева, пребывающего в Тифлисе. Вот несколько слов из письма, при котором прислано г. Клементьевым это стихотворение. «Вам конечно будет приятно довести до сведения публики то впечатление, которое певец Кавказа и Бахчисарая произвел на молодого поэта Востока, подающего во многих отношениях прекрасные надежды. Оригинал нарочно написан арабским шрифтом (курами), как легчайшим для чтения… Я уверен — жестокость и дикость выражения некоторых мест будут извинены достаточно духом Востока, столь противоположным европейскому; сохранить его в возможной верности было главной целью сочинителя при переводе, почти без исправления мною оставленного; и я считал необходимым удержать яркий колорит Ирана и блеск игривый сравнений, иногда более остроумных, чем верных… Неизъяснимо утешительно для сердца русского видеть благотворные следы гражданственности в той части света, где мерцает первая образованность мира, в той стране, где могучая природа расточает своё великолепие и богатство среди племен, ещё гнетомых ярмом страстей диких. И эта гражданственность, это постепенное усмирение бурных сил человека, враждебных природе, обильно изливающей дары свои, совершается русскими». Вполне разделяя чувства г. Клементьева и благодаря его искренне за доставление нам прекрасного цветка, брошенного рукою персидского поэта на могилу Пушкина, — мы от души желаем успеха замечательному таланту, тем более, что видим в нем такое сочувствие к образованности русской.
Впервые поэма была опубликована на русском языке в 1837 году в «Московском телеграфе» в подстрочном переводе самого автора (Ахундов подготовил прозаический перевод поэмы на русский). Перевод поэмы на русский язык был первой попыткой Ахундова в этой области. Как отмечает литературовед Андрей Попов, этот авторский перевод, возможно даже без ведома автора, был послан в Москву в редакцию журнала «Московский наблюдатель» приятелем и сослуживцем М. Ф. Ахундова по канцелярии главноуправляющего в Грузии И. И. Клементьевым. Так, осуществив подстрочный перевод поэмы, Ахундов показал её Клементьеву. Прочитав перевод, Клементьев пришёл в восторг и, по-видимому, сделав некоторую стилистическую правку, послал его в редакцию журнала «Московский наблюдатель», сопроводив кратким письмом.
Редакция журнала отнеслась с симпатией к произведению, и поэма была немедленно напечатана в XI мартовской книге журнала с небольшим примечанием (разрешение цензуры от 14 марта 1837 года), с заметкой редакции, приветствующей поэму как дань уважения не только к Пушкину, но и русской культуре в целом. В тексте, опубликованном в «Московском наблюдателе», редакцией были внесены незначительные исправления. Редакция назвала произведение «прекрасным цветком, брошенным на могилу Пушкина» и напечатала к тексту поэмы небольшое примечание. Так, в примечании говорилось:
Вполне разделяя чувства г. Клементьева и благодаря его искренне за доставление нам прекрасного цветка, брошенного рукою персидского поэта на могилу Пушкина, — мы от души желаем успеха замечательному таланту, тем более, что видим в нем такое сочувствие к образованности русской.

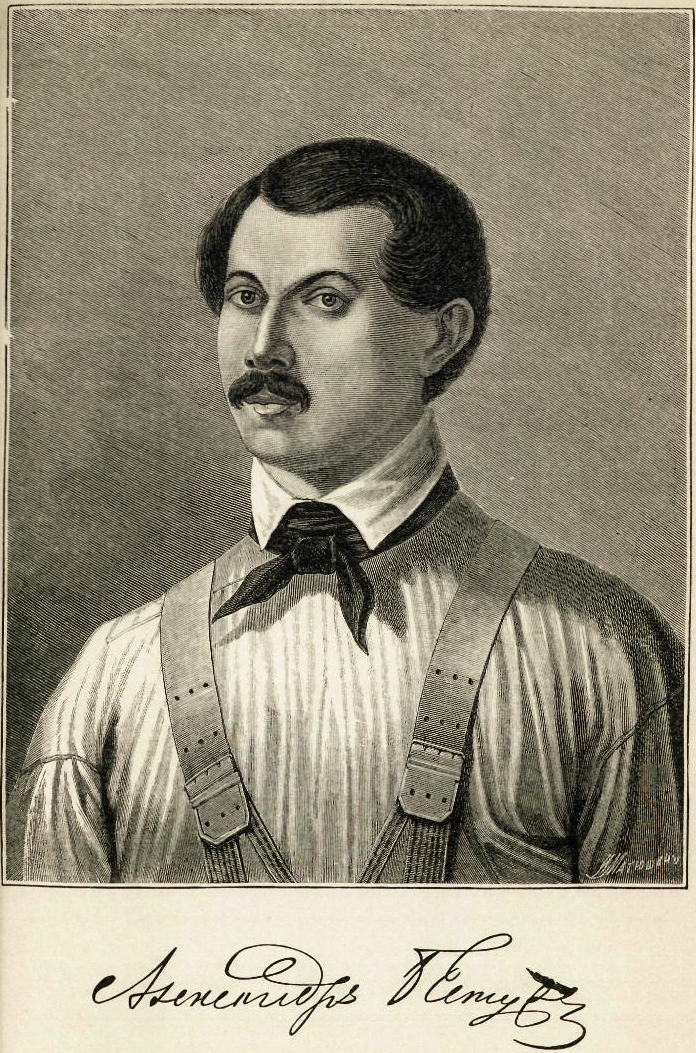
А. А. Бестужев (Марлинский), составивший в 1837 году перевод поэмы на русский

Немного позднее, в мае 1837 года, другом Ахундова декабристом А. А. Бестужевым (Марлинским) по предложению барона Розена был составлен поэтический (по другой версии подстрочный) перевод поэмы на русский язык. Этот новый вариант подстрочного перевода долгие годы оставался в архиве Ахундова и лишь в 1874 году по инициативе его близкого друга известного русского востоковеда Адольфа Берже был напечатан в «Русской старине». Так, в 1874 году Ахундов, перед отъездом проживавшего в Тифлисе Адольфа Берже, передал ему сделанный Бестужевым перевод его поэмы. В том же году этот перевод был опубликован в «Русской старине» с небольшим предисловием Адольфа Берже, в котором, в частности, говорилось, что:
…кончина незабвенного Пушкина потрясла своею неожиданностью не только одну внутреннюю Россию, но произвела глубокое впечатление даже среди мусульманского населения, в одной из дальних окраин нашего обширного отечестваАд. Берже
В «Русской старине» Берже рассказал историю создания нового варианта подстрочного перевода поэмы. Это произошло в апреле 1837 года, когда выяснилось, что Бестужев не знаком со стихотворением Мирзы Фет-Али, и по просьбе главноуправляющего Кавказа барона Розена он согласился, вместе с присутствующим при разговоре автором, переложить поэму на русский язык. Этот перевод, ходивший по рукам в рукописном виде, получил известность в Закавказье. Микаэль Рафили выявил ряд стилистических поправок, внесённых Бестужевым в авторский текст, которые, однако, не изменили смысл, образы и содержание произведения. Этот перевод стал последним произведением Бестужева, убитого через три дня у мыса Адлера. Впоследствии новый перевод был опубликован в газете «Кавказ» (1874, 22 ноября 1874, № 137) и неоднократно публиковался в дореволюционной русской периодической печати. Особенно широкое распространение он получил в годы Советской власти.
.

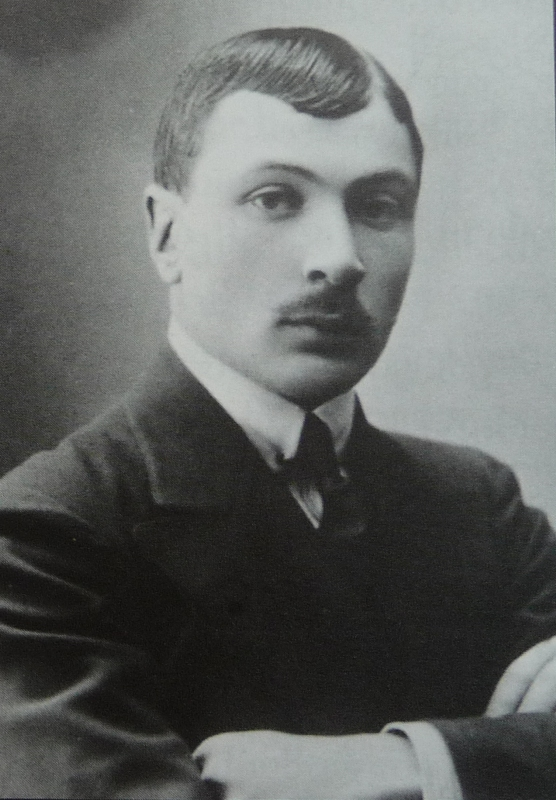
Иосиф Гришашвили, переведший поэму на грузинский с перевода Бестужева-Марлинского

Позже поэма Ахундова издавалась не раз. В 1871 году — в газете «Кавказ». В 1880 году в связи с открытием памятника Пушкину в Москве «Петербургский листок» опубликовал поэму в переводе Александра Соколова, сделанном белым стихом (этот перевод считается первым стихотворным переводом поэмы на русский язык). В 1899 году, в связи со столетием со дня рождения Пушкина, газета «Кавказ» повторно напечатала поэму в новом переводе Бестужева, сообщив читателям: «Когда до нашего края долетела роковая весть о трагической кончине гениального русского поэта, Фат-Али в звучных стихах излил свою скорбь». Произведение было также напечатано в «Иллюстрированном прибавлении» к газете «Тифлисский листок», в «Пушкиниане» В. В. Каллаша. Однако попыток вновь перевести её не было.
В советское время «Восточная поэма» была переведена на многие языки народов СССР — русский, украинский, белорусский, узбекский, грузинский, латышский, татарский, якутский и др. Грузинский перевод поэмы, сделанный Иосифом Гришашвили с русского текста А. А. Бестужева, был напечатан в № 5 журнала «Дроша» (Знамя) за 1932 год.
В годы Советской власти стихотворный перевод поэмы был осуществлён поэтами Георгием Строгановым (журнал «Литературный Азербайджан», 1938, № 2, с. 40—41 и газета «Бакинский рабочий», 1938, 24 октября, № 247) и Павлом Антокольским. На русском языке особую популярность получил перевод Павла Антокольского, опубликованный в первоначальном варианте впервые в «Антологии азербайджанской поэзии» в 1939 году. В дальнейшем Антокольский не раз возвращался к своему переводу, основательно его перерабатывая и совершенствуя: последний вариант этого перевода вошёл в избранное М. Ф. Ахундова «Обманутые звёзды», изданное в 1963 году в Москве государственным издательством «Художественная литература». В 1982 году в Баку вышло отдельное издание поэмы в переводе Антокольского. Во всех русских изданиях сборников художественных произведений Ахундова, выпущенных в 1950, 1956, 1963, 1973 и 1987 годах, публиковался стихотворный перевод Павла Антокольского.
Поэму переводили также И. Гончаренко, Ашот Граши, Заки Нури, К. Мурзалиев.

На азербайджанский язык поэму переводили такие поэты, как Бёюкага Гасымзаде, Микаил Мушфиг (с персидского) и Маариф Солтан. Отмечается, что Микаил Мушфиг «сохранил стиль и слог поэмы, передал думы и чаяния М. Ф. Ахундова, при этом мастерски использовал звуковое и смысловое богатство родного языка». В обработке Джафара Хандана строки поэмы звучат в Балладе-романсе (музыка Сулеймана Алескерова).
…Вся русская земля рыдает в скорбной муке,—

Он лютым палачом безжалостно убит.

Он правдой не спасен — заветным талисманом —

От кривды колдовской, от козней и обид.

Он в дальний путь ушел и всех друзей покинул.

Будь милосерд к нему, Аллах! Он крепко спит.

Пусть вечно плачущий фонтан Бахчисарая

Благоуханьем слез две розы окропит.

Пусть в бейтах Сабухи Кавказ сереброкудрый

Справляет траур свой, о Пушкине скорбит!

## Оригинал поэмы
Адольф Берже, а также Владимир Каллаш в своей книге «Пушкиниана» («Puschkiniana») утверждали, что оригинал поэмы утерян и не сохранился. Так, в предисловии к опубликованной в «Русской старине» поэме Берже также пишет, что «оригинал поэмы утрачен». И действительно, поэма Ахундова была известна только по русскому переводу. Считалось, что поэма сохранилась в отрывках у известного собирателя азербайджанских рукописей и историка тюркской литературы Салмана Мумтаза. До 1936 года предполагалось, что оригинал поэмы всё же не утерян и находится в архиве «Московского наблюдателя». В подтверждение этому приводили тот факт, что незадолго до того в материалах Института мировой литературы была обнаружена рукопись, оказавшаяся подлинником перевода поэмы с комментариями самого автора. Этот перевод был послан в «Московский наблюдатель» вместе с оригиналом.
Поиски подлинника поэмы считались делом бесцельным и малонадёжным. Документа не оказалось и в архиве Ахундова, который в 1928 году был приобретён Азербайджанским правительством у наследников писателя. Этот архив хранился в Тбилиси. Тем не менее текст произведения, написанный рукой самого автора, удалось найти при разборе ряда бумаг и рукописей Ахундова, которые не вошли в упомянутый выше архив и хранились у внука Ахундова.
Поэма написана в форме касыды на персидском языке, состоит из пятидесяти бейтов (двустиший) и содержит единственную рифму на «ар». Все рифмуемые строки состоят из четырнадцати слогов. Рукопись сохранилась очень хорошо и, как отмечается, читается свободно. Обнаруженный подлинник поэмы был предоставлен на хранение в Институт истории, языка и литературы Азербайджанского филиала Академии наук СССР. Его фотокопия была опубликована в газете «Бакинский рабочий» от 18 ноября 1936 года № 267 (5066), а также в других бакинских органах печати.

## Анализ произведения

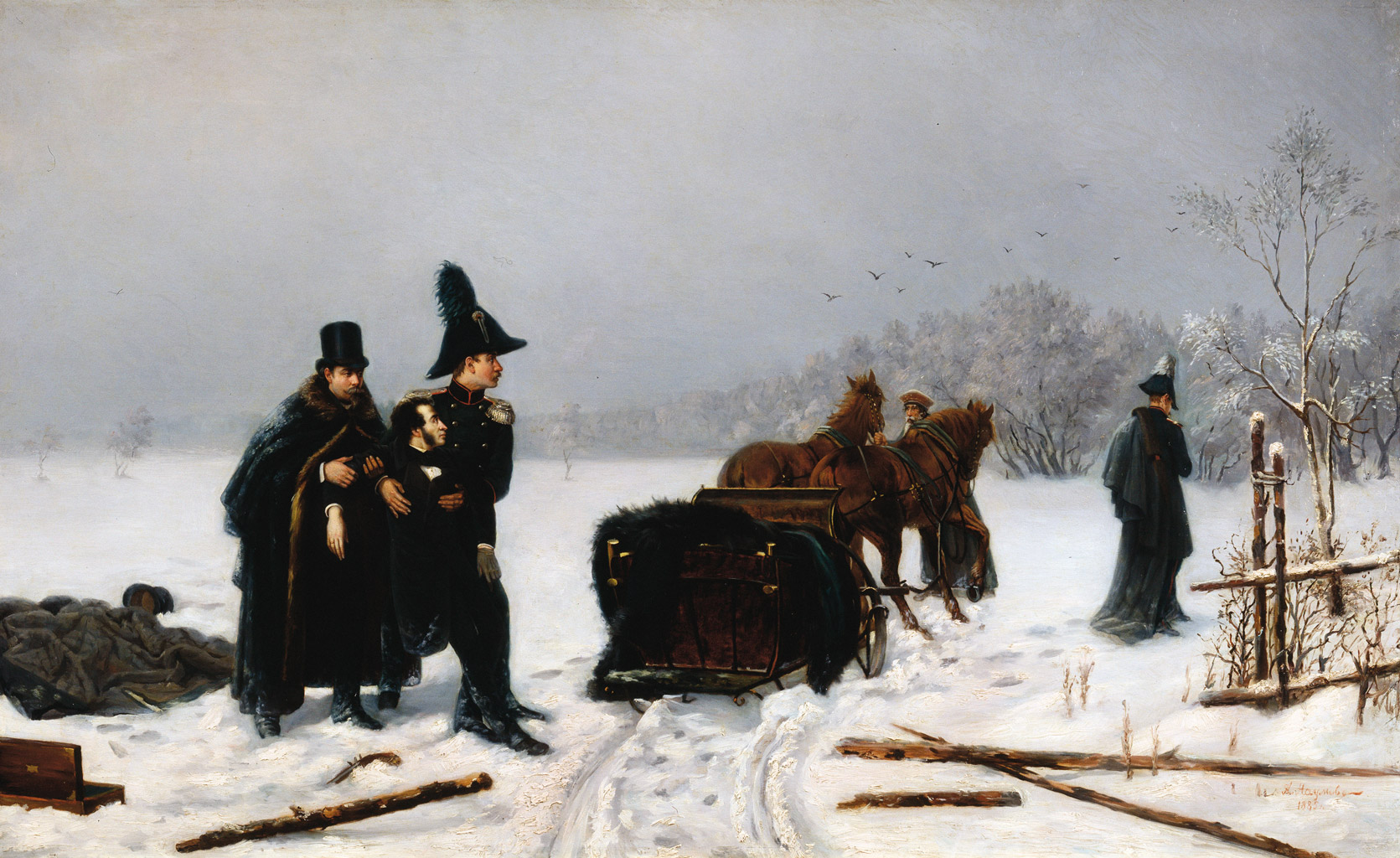
Дуэль Пушкина с Дантесом. Художник А. Наумов, 1884 год

Критик Яшар Караев и философ Фуад Касимзаде отмечают, что это произведение является первым произведением на Востоке, посвящённым русской литературе. Ещё Самед Вургун писал: «Мы гордимся тем, что значение Пушкина в мировой поэзии впервые на Востоке было понято и любовно воспето великим Мирза Фатали. Мы ему за это вечно благодарны».
Анализируя стихотворение, Сейфулла Асадуллаев отмечает, что в первой его части, согласно восточной поэтической традиции, преобладают поэтические символы и образы, а во второй, большей по объёму части, элементы жанра поэтической критики.
Оценки и наблюдения автора в поэме, по мнению Асадуллаева, свидетельствуют о том, что Ахундов хорошо знал творчество Пушкина и был осведомлён о его славе. Так, Ахундов даёт свою оценку творчества поэта, называет его «главой собора поэтов», подчёркивает его мировую известность — «распространилась слава его гения по Европе…», говорит «о том Пушкине, которому стократно гремела хвала со всех концов, когда он игриво изливал свои мечтания». В элегии упоминаются такие произведения Пушкина, как «Кавказ», «Талисман», «Бахчисарайский фонтан».

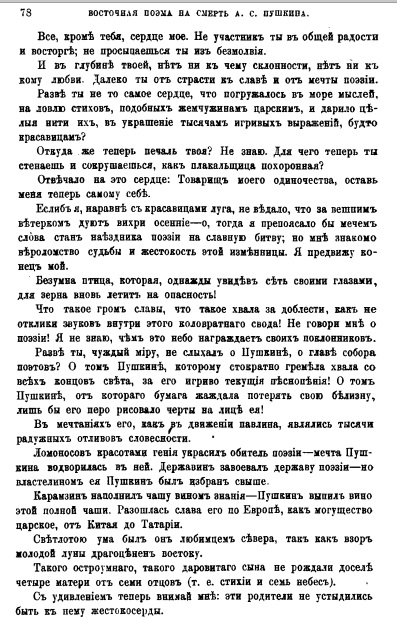
Страница из «Русской старины» с текстом поэмы (1874)

Автор, как отмечает Асадуллаев, характеризуя заслуги и место писателей допушкинской поры в развитии русской литературы, прибегает к приёмам контраста и сравнения. Сейфулла Асадуллаев считает, что это позволяет Ахундову рельефно выделить место и значение Пушкина в истории русской литературы. При этом Ахундов не противопоставляет Пушкина его предшественникам, а видит в нём их преемника, продолжающего и завершающего начатое ими дело обновления русской литературы:
…Ломоносов красою гения украшал обитель поэзии, но его мечта в ней утвердилась.
Хотя Державин завоевал Державу литературы, но для укрепления и устройства её избран он.
Карамзин наполнил чашу вином знания, он выпил вино сей наполненной чаши…Перевод М. Ф. Ахундова
Литературовед Микаэль Рафили отмечал, что в поэме чувствуется глубокая и искренняя скорбь Ахундова о смерти Пушкина, что автор относится к творчеству поэта с уважением и любовью. Рафили, сравнивая поэму Ахундова со стихотворением Лермонтова «На смерть поэта», пишет, что у Ахундова — больше элегичности, больше поэтической грусти, больше лирики, пробуждающей у читателя любовь и симпатии к Пушкину. Если Лермонтов в выражении своей ненависти и печали прибегает к сильным, бичующим, гневным словам, то Ахундов достигает художественного эффекта лиричностью поэмы, живописностью и мягкостью красок, образами природы (характерной особенностью восточной поэзии). «Восточную поэму» и произведение Лермонтова Рафили называет лучшими поэтическими памятниками на смерть Пушкина, которые оставили его современники.
Литературовед Надир Мамедов характеризует поэтическую форму поэмы отчётливо выраженным восточным романтическим духом, сравнениями, метафорами и эпитетами, которые присущи восточной классической поэзии, а также яркостью и причудливостью орнаментации стиха. По его мнению, художественная форма и структура произведения «вполне традиционны и ничего новаторского в себе не несут». Мамедов отмечает, что художественная сила и ценность поэмы «заключены прежде всего в новизне и действенности её материала, глубине чувства, эмоциональности содержания».